# Aristarchus (crater)
Aristarchus este un crater de impact pe fața vizibilă a Lunii. Uneori calificat drept „far al Lunii”, Aristarchus este cea mai luminoasă din formațiunile selenare, cu un  albedo de două ori superior celorlalte.
Craterul este situat pe platoul Aristarchus, o zonă înaltă, care conține diverse formațiuni de origine vulcanică, cum sunt unele crevase sinuoase. Zona este, de asemenea, cunoscută pentru numărul mare de fenomene lunare tranzitorii documentate, cum ar fi emisiile recente de gaz radon măsurate de sonda Lunar Prospector.

## Denumirea craterului
Craterul a fost observat, pentru prima oară în 1645 de astronomul Johannes Hevelius. Numele Aristarchus i-a fost dat de astronomul iezuit Giovanni Riccioli, în lucrarea sa Almagestum novum, publicată în 1651. Numele internațional Aristarchus (formă latină apoi engleză a lui Aristarh) a fost adoptat oficial de Uniunea Astronomică Internațională în 1935, cu referire la Aristarh din Samos (prin 310 î.Hr. - prin 230 î.Hr.).

## Selenografie

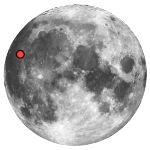
Localizarea craterului Aristarchus.

Aristarchus este situat pe un relief stâncos cunoscut sub denumirea de platoul Aristarchus, în mijlocul formațiunii Oceanus Procellarum. Acest platou de nuanță brună (rezultat al erupțiilor piroclastice) este un bloc crustal înclinat de circa 200 km diametru care se ridică la o altitudine maximă de 2 km deasupra mării lunare în regiunea sa de sud-est. Aristarchus, crater tânăr (circa 450 de milioane de ani) deci foarte luminos (puțin supus eroziunii spațiale), este situat chiar la est de craterul Herodotus. Deasupra celor două cratere pleacă două mari falii care delimitează o regiune denumită Vallis Schröteri, râu sinuos de lavă ieșită dintr-un crater neregulat în formă de cap de cobră. Ejecțiile se propagă spre sud și sud-est, ceea ce sugerează că Aristarchus a fost format printr-un impact meteoritic oblic provenind dinspre nord-est.
Aristarchus este craterul selenar cel mai luminos, încât selenografii din secolul al XIX-lea îl utilizau pentru definirea scării lor de luminozitate: 0 = total negru, 10 = albul strălucitor al piscului central din Aristarchus.

## Cratere satelite
Craterele satelite sunt mici cratere situate în proximitatea craterului principal. Ele au primit același nume ca și craterul principal, dar însoțit de o literă complementară (chiar dacă formarea acestor cratere este independentă de formarea craterului principal). Prin convenție, aceste caracteristici sunt indicate pe hărțile lunare plasând litera pe punctul cel mai apropiat de craterul principal. 
Lista craterelor satelite ale lui Aristarchus:
| Aristarchus | Latitudine | Longitudine | Diametru |
| ----------- | ---------- | ----------- | -------- |
| B           | 26.3° N    | 46.8° W     | 7 km     |
| D           | 23.7° N    | 42.9° W     | 5 km     |
| F           | 21.7° N    | 46.5° W     | 18 km    |
| H           | 22.6° N    | 45.7° W     | 4 km     |
| N           | 22.8° N    | 42.9° W     | 3 km     |
| S           | 19.3° N    | 46.2° W     | 4 km     |
| T           | 19.6° N    | 46.4° W     | 4 km     |
| U           | 19.7° N    | 48.6° W     | 4 km     |
| Z           | 25.5° N    | 48.4° W     | 8 km     |

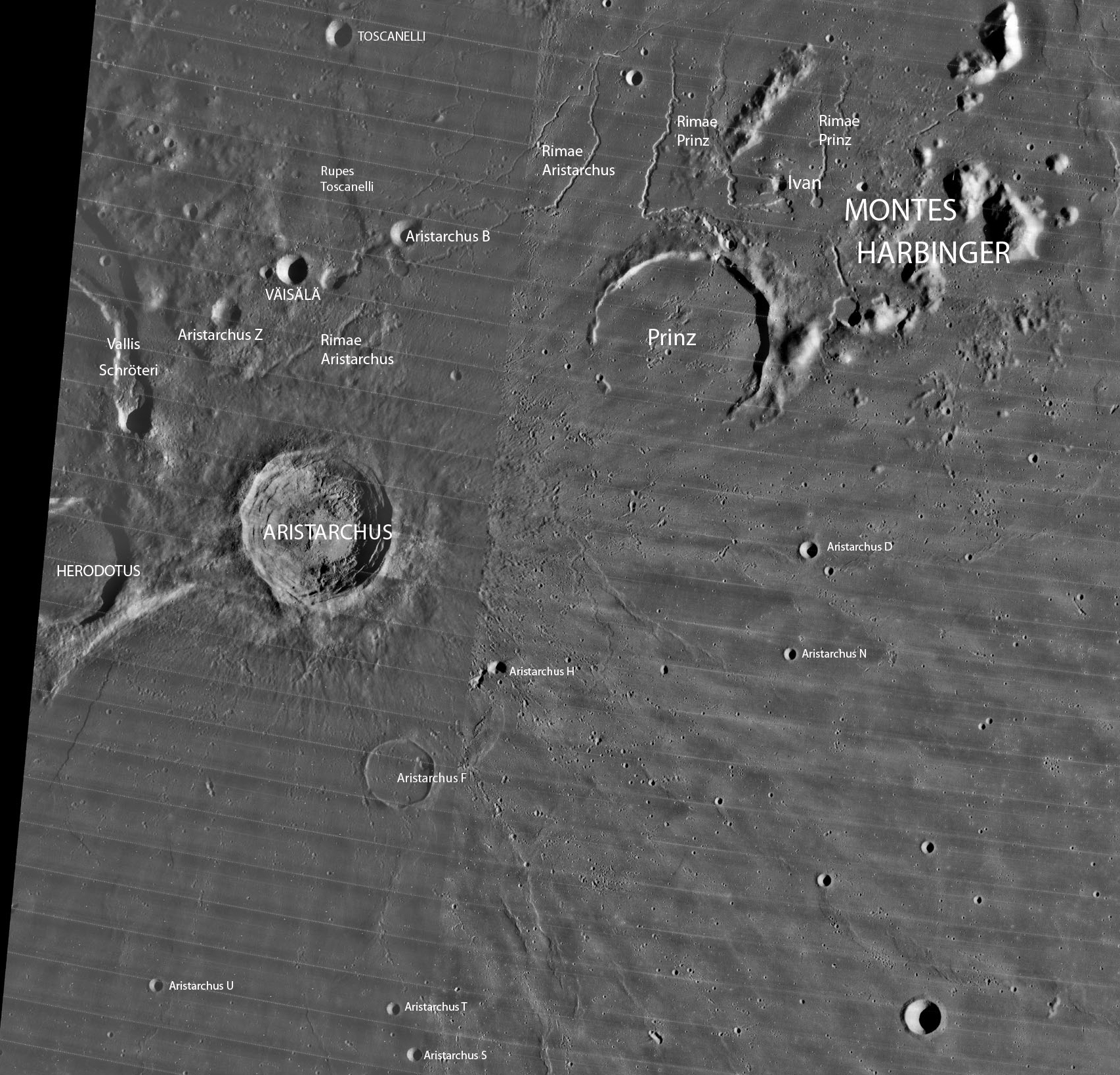
Aristarchus și craterele sale satelite.

Următoarele cratere au fost redenumite de către UAI:
- Aristarchus A — Vezi Väisälä.
- Aristarchus C — Vezi Toscanelli.

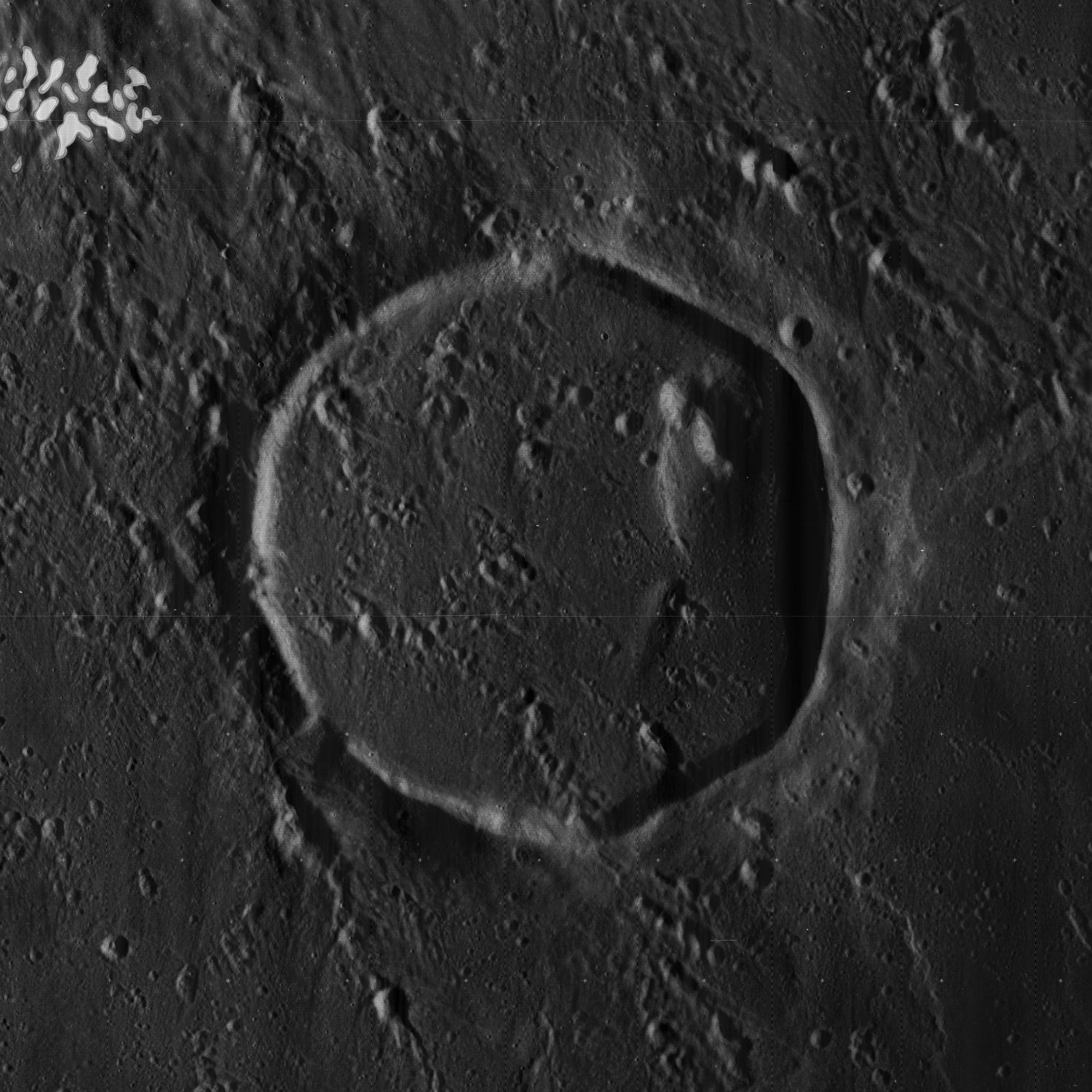
Craterul satelit Aristarchus F (imagine luată de Lunar Orbiter 5)

## Fenomene lunare tranzitorii
Regiunea platoului aristarhian este cunoscută ca un sit în care au fost detectate numeroase fenomene lunare tranzitorii. Acest tip de evenimente se manifestă în diverse moduri, incluzând obscurarea și schimbarea culorii suprafeței lunare; catalogarea lor arată că mai mult de o treime din evenimentele cele mai fiabile provin din acest crater.În 1971, când Apollo 15 a trecut la 110 km deasupra platoului Aristarchus, a fost detectată o creștere semnificativă a emisiei de particule alfa, care se presupune că se datorează decăderii radonului 222, gaz radioactiv cu un timp de înjumătățire de numai 3,8 zile. Sonda prospectorului lunar a confirmat ulterior această ipoteză. Observarea fenomenelor tranzitorii ar putea fi explicată atât printr-o difuzie lentă și imperceptibilă de radon pe suprafața craterului, cât și prin evenimente explozive distincte.